# Torre Helicon
La Torre Helicón es un rascacielos de oficinas ubicado en San Pedro Garza García, dentro del área metropolitana de Monterrey. Construida entre 2009 y 2012, tiene una altura de 152 metros, con 33 pisos, y es, a fecha de 2024, el 41º edificio más alto de México y el 11º más alto de Monterrey.

## Descripción
La torre fue diseñada por el estudio mexicano Vidal Arquitectos y está ubicada en la zona de Valle Oriente. El edificio fue construido en una parcela de 3685 metros cuadrados de superficie, y alberga unidades de oficinas que pueden oscilar entre 200 y 600 metros cuadrados de área bruta utilizable cada uno. Además, cuenta con facilidades como Business Lounge y Business Center, 10 salas de reuniones multiusos, un comedor común y un restaurante en la planta 35.
El edificio tiene una fachada acristalada formada por paneles de vidrio aislante.